# Мелленкамп, Джон
Джон Дж Мелленкамп (англ. John J Mellencamp, род. 7 октября 1951) — американский автор-исполнитель, художник и актёр.

## Биография
Мелленкамп с 14 лет играл в дворовой рок-команде, неоднократно задерживался полицией за мелкие правонарушения, затем попытался «исправиться» и в течение ряда лет работал на заводе. На него сильно подействовали первые альбомы Брюса Спрингстина, в 24 года он решил профессионально заняться музыкой и переехал в Нью-Йорк, а год спустя выпустил свой дебютный альбом. Первые пластинки Мелленкампа не были восприняты всерьёз музыкальными критиками, которые увидели в нём очередного клона Спрингстина.
Мелленкамп не сдавался и продолжал разрабатывать своеобразный гибрид хард-рока и фолк-рока, который в полной мере сложился к моменту выхода в 1982 году альбома «American Fool». Во многом благодаря сопутствовавшим им видеоклипам, песни «Hurts So Good» и «Jack & Diane» стали крупными хитами, причём последняя даже выбралась на первое место в Billboard Hot 100. Три года спустя Мелленкамп выпустил своё высшее достижение — альбом «Scarecrow», который заставил большинство наблюдателей признать в нём серьёзного и самостоятельного музыканта.
На протяжении последующего десятилетия Мелленкамп вступил в ряды антиглобалистов. Вместе с Нилом Янгом и Вилли Нельсоном он организовал Farm Aid для отстаивания интересов американских фермеров. Неудивительно, что в музыке Мелленкампа тех лет были достаточно сильны элементы традиционного кантри и даже фолк-музыки.
В 1992 г. снял художественный фильм «Впавший в немилость», в котором сыграл главную роль, также в фильме использована его музыка. В 1994 г. у музыканта случился обширный инфаркт, который заставил его на несколько лет отойти от концертной деятельности. Незадолго до того он успел выпустить один из своих самых успешных дисков — «Dance Naked».

## Дискография
Студийные альбомы:
- Chestnut Street Incident (1976)
- A Biography (1978)
- John Cougar (1979)
- Nothin' Matters and What If It Did (1980)
- American Fool (1982)
- The Kid Inside (1983)
- Uh-Huh (1983)
- Scarecrow (1985)
- The Lonesome Jubilee (1987)
- Big Daddy (1989)
- Whenever We Wanted (1991)
- Human Wheels (1993)
- Dance Naked (1994)
- Mr. Happy Go Lucky (1996)
- John Mellencamp (1998)
- Rough Harvest (1999)
- Cuttin' Heads (2001)
- Trouble No More (2003)
- Freedom’s Road (2007)
- Life, Death, Love and Freedom (2008)
- Plain Spoken (2014)
- Sad Clowns & Hillbillies (2017)
- Strictly a One-Eyed Jack (2022)
- Оrрhеus Dеsсеnding (2023)